# Sveinbjörn Sveinbjörnsson

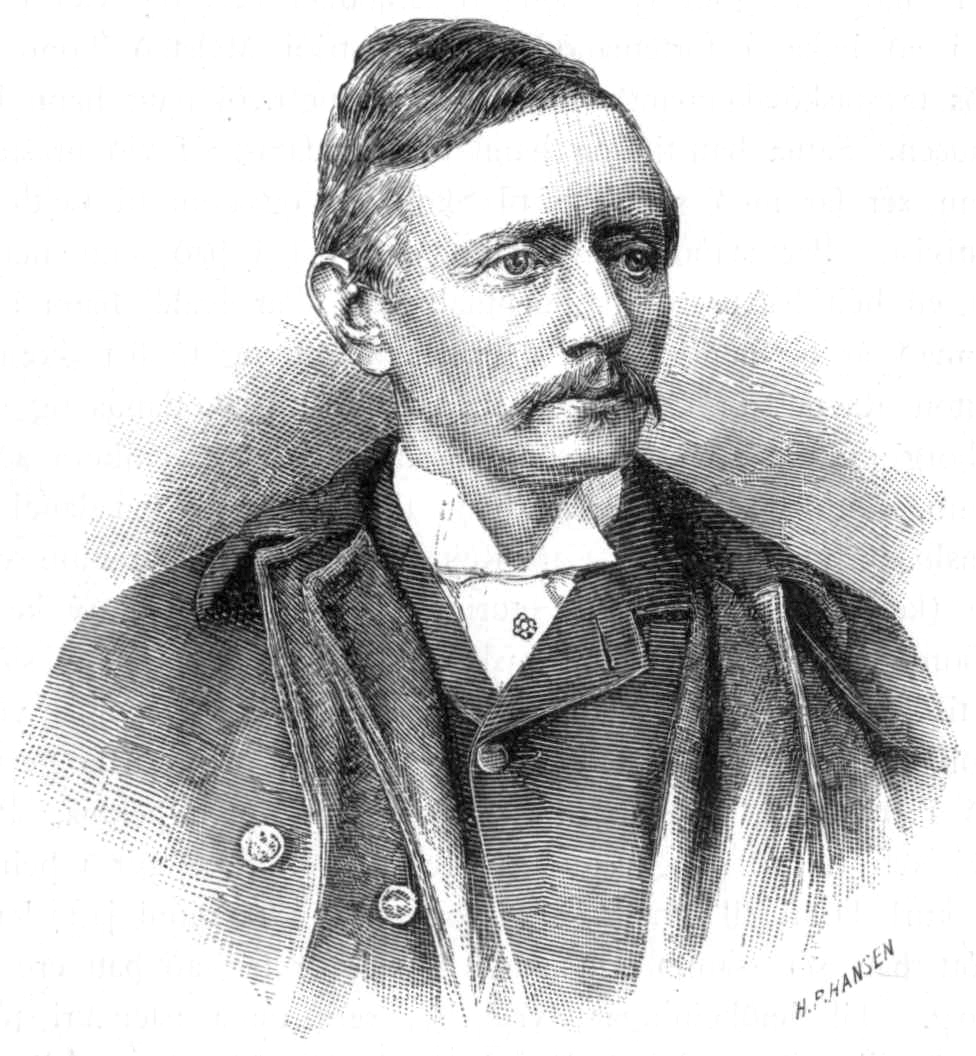
Sveinbjörn Sveinbjörnsson, Porträt von Hans Peter Hansen.

Sveinbjörn Sveinbjörnsson (* 28. Juni 1847 in Seltjarnarnes; † 2. Februar 1927 in Kopenhagen) war ein isländischer Komponist, Pianist und Musiklehrer.

## Leben
Sveinbjörn wuchs unter sieben Geschwistern auf und zeigte schon früh musikalische Züge. Sein Vater, Oberlandesgerichtsdirektor Þórður Sveinbjörnsson, starb bereits, als Sveinbjörn erst neun Jahre alt war. Infolgedessen machte er später eine Ausbildung zum Pfarrer in Reykjavík; eine Karriere als professioneller Musiker wäre auf Island damals praktisch unmöglich und nicht lukrativ gewesen. Im Jahr 1867, mitten in der Pfarrerlehre, die er 1868 schließlich doch noch erfolgreich abschloss, entschloss sich Sveinbjörn auf Ermutigung Johan Svendsens hin, doch noch Musik im Ausland zu studieren. In Kopenhagen war er Schüler Vilhelm Carl Ravns in den Fächern Klavier und Harmonielehre sowie Mitglied des Chors Musikforeningen von Niels Gade. Zwischen 1872 und 1873 nahm er Klavierunterricht bei Carl Reinecke in Leipzig.
Bald verschlug es Sveinbjörn in das schottische Edinburgh, wo er von 1873 und 1919 selbst Klavier unterrichtete, als Pianist und als Musiklehrer aktiv war. 1874 komponierte er die spätere isländische Nationalhymne Lofsöngur zum Text des Dichters Matthías Jochumsson anlässlich der Feier zur 1000-jährigen Besiedlung Islands. 1890 heiratete Sveinbjörn die schottische Dame Eleanor, mit der er zwei Kinder hatte. In seinen letzten Lebensjahren zog er mit seiner Familie oft um: 1919 nach Kanada, 1922 zurück in seine isländische Heimat, und 1924 schlussendlich nach Kopenhagen. 1925 und 1926 spielte er noch einige Musikaufnahmen ein, bevor er 1927 starb.

## Werke
Zum Werk Sveinbjörns gehören vor allem Stücke der Klavier- und der Kammermusik; es finden sich in dessen Œuvre aber auch Choralwerke. Er verbrachte den Großteil seines Lebens in Edinburgh, was sich auch in seiner Musik niederschlägt: so kann man einen deutlichen Bezug zur damaligen britischen Salonunterhaltungsmusik feststellen, nur selten gibt es wirklich isländisch geprägte Anklänge. Andernorts webt Sveinbjörn Melodien der isländischen Folklore zu einem Musikstück zusammen, wie zum Beispiel in seinen zwei „Isländischen Rhapsodien“.

## Belege
- Biografie über Sveinbjörn Sveinbjörnsson auf naxos.com (englisch)
- Infos zur Person auf www.musik.is
- Rezension zum Komponisten auf nordische-musik.de

| Personendaten    | Personendaten                      |
| ---------------- | ---------------------------------- |
| NAME             | Sveinbjörn Sveinbjörnsson          |
| KURZBESCHREIBUNG | isländischer Komponist und Pianist |
| GEBURTSDATUM     | 28. Juni 1847                      |
| GEBURTSORT       | Seltjarnarnes                      |
| STERBEDATUM      | 2. Februar 1927                    |
| STERBEORT        | Kopenhagen                         |